# 舊城寺
舊城寺（きゅうじょうじ）、または旧城寺は、神奈川県横浜市緑区三保町にある高野山真言宗の寺院。山号は久保山。旧榎下城跡に立地する。武相寅年薬師霊場の第１番札所。

## 概要
恩田川（鶴見川支流）の氾濫原に面した舌状台地の先端に位置する。
1830年（文政13年）成立の『新編武蔵風土記稿』都筑郡久保村の箇所には「舊城寺。除地、五段許、村の北の方にあり。是も同く三會寺の末、久保山と號す。客殿六間に七間南向なり。本尊大日坐像にして長六寸許。開山を詳にせず。」とあり、『風土記稿』成立時点で開山者は不明となっているが、慶長8年（1603年）頃、この地を隠居所としていた佐藤小左衛門氏が開基したという。
境内は永享年間（1429年-1441年）に宅間上杉家の上杉憲清が築城したと伝わる「榎下城」の城跡であり、本堂のある地点と、その背後の平坦な面が曲輪で、土塁などの遺構が良く残されている。
武相寅年薬師霊場の第1番札所であり、薬師堂に奉られる薬師如来像は、両眼の無い像容で無眼薬師として知られ、眼の病に利益があると信仰されている。秘仏で寅年ごとに開帳をする。
1935年（昭和10年）10月、『横浜貿易新報』の読者投票により県下名勝史蹟四十五佳選に選定された。

## 文化財
境内や斜面地に広がる山林は、「旧城寺の寺林」の名称で1980年（昭和55年）2月15日に県の天然記念物に指定されている。